# Molen van Verbeek
De Molen van Verbeek is een korenmolen in Sint Odiliënberg (gemeente Roerdalen) in de Nederlandse provincie Limburg. Deze beltmolen werd in 1883 ter vervanging van een eerdere, in 1882 afgebrande grondzeiler gebouwd en is tot het begin van de jaren 50 als korenmolen in bedrijf geweest. In tegenstelling tot vele andere Limburgse windmolens is de molen niet door Duitse troepen aan het einde van de Tweede Wereldoorlog opgeblazen. Wel werd hij beschadigd toen Britse troepen het dorp in januari 1945 innamen.
In 1989 werd de molen verkocht aan de toenmalige gemeente Sint Odiliënberg. Naderhand is het eigendom van de Molen van Verbeek door gemeentelijke herindelingen overgegaan op Ambt Montfort en sinds 1 januari 2007 op Roerdalen.
De roeden van de molen zijn 25,40 meter lang en zijn voorzien van het Van Busselsysteem met zeilen en neusremkleppen op beide roeden. De molen is ingericht met 1 koppel 17der kunststenen op windkracht en 1 motorisch aangedreven koppel 16der kunststenen. De Molen van Verbeeks is eigendom van de gemeente Roerdalen en is op de eerste zaterdag en derde zondag van de maand 's middags te bezichtigen.